# 杉田久信
杉田　久信（すぎた　きゅうしん、1948年 -2013年 ）は、富山県富山市出身の教育者。2005年より富山市立山室中部小学校校長。

## 経歴
1971年、富山大学教育学部（教育学専攻）卒業。
1998年、富山市立水橋西部小学校校長。
2000年、富山市立五福小学校校長。

## 教育理念
基礎学力の徹底を掲げ百ます計算や百人一首の音読、暗誦などを生徒に課している。特に音読を重視しており、杉田によれば音読の反復練習には以下のような効果があるとのことである。
- 脳幹が鍛えられる[1]。
- 脳を活性化させ子供の荒れ・キレをも防ぐ[2]。
- 海馬への記憶回路を開く[3]。
- 右脳が目覚める[4]。自著[5]で「七田眞氏は「子どもの右脳を鍛える作文練習帳」の中で」と七田の説を取り上げつつ「シュリーマンは右脳記憶の天才であった。」と述べている。

その他「繰り返しによる暗記は、単なる知識の記憶に留まらず、頭の質をも変えてしまう」と述べ暗記の重要性を強調している。

## 備考
- 平成20年（2008年）9月8日付けの日本経済新聞に杉田の教育理念が掲載された[6]。
- 自身のホームページで[4]大森不二雄や原田泰をの教育理念を「欠陥のある考え方です」と述べ批判している。

## 著作・共著
- 『驚異の学力づくり』 （川島隆太、隂山英男との共著）【フォーラム・A】 (2004年3月16日)
- 『奇跡の百人一首―音読・暗唱で子どもの脳力がグングン伸びる』 【祥伝社】 (2004年9月)
- 『基礎学力をつける22のテクニックと5つの柱』（久保斎との共著）【清風堂書店】 (2004年6月)
- 『小学生、学力急上昇の勉強法―五福小学校で驚異の効果を実証!』 【二見書房】 (2005年3月)
- 『基礎学力はこうしてつける―富山市立五福小学校の実践 学力上向フロンティアスクール』　【フォーラムA】 (2003年08月)
- 『法則化運動は現場からの教育改革である―私が校長として支持する理由〈7〉』【明治図書出版】 (2002年2月)